# 吉田爽葉香
吉田 爽葉香（よしだ そよか、2004年6月14日 - ）は日本の女性アイドル、モデル、タレント。@onefiveのメンバー、さくら学院の元メンバー。所属事務所はアミューズ。大阪府出身。

## 略歴
幼稚園年中の頃にスカウトを受け、カタログモデルとして活動し始める。
小学校3年生で参加したファッションショーをもってカタログモデルを卒業。このファッションショーでアミューズにスカウトされる。
2013年、HYSTERIC MINI「FASHION CONTEST 2013」で、グランプリを受賞。
2015年5月6日、恵比寿ザ・ガーデンホールで行われた「さくら学院 2015年度 ～転入式～」にて、女性アイドルグループ「さくら学院」に転入（加入）。
同年8月1日より同グループの派生ユニットである「購買部」として活動。
2018年5月6日、なかのZERO大ホールで開催された「さくら学院 2018年度 〜転入式〜」にて、3代目教育委員長に就任した。
2018年8月17日、ティーン向けファッションブランド「レピピアルマリオ」のWEBモデルに就任。
2019年5月6日、文京シビックホール大ホールで開催された「さくら学院 2019年度 ～転入式～」にて、2代目顔笑れ!!委員長に就任した。
2019年10月19日、「さくら学院祭☆2019」にて、中等部3年の藤平華乃、有友緒心、森萌々穂と共にガールズユニット@onefive（ワンファイブ）を結成し、同ユニットではSOYO名義で活動する事が発表された。また同日にデビュー曲「Pinky Promise」のミュージックビデオが公開され、翌20日から配信リリースが開始された。
2020年8月30日に配信された無観客有料オンライン配信ライブ「The Road to Graduation 2019 Final ～さくら学院 2019年度 卒業～」をもって、さくら学院を卒業した。
2023年1月、Mia Hat & Accessoryの2023 SS コレクションにモデルとして出演。
2025年4月、ITEMの「Season04」コレクションにモデルとして出演。

## 人物
特技はピアノ、エレクトーン、水泳、ブリッジ、魚掴み。中学校で書道部キャプテン。趣味は工作。
次に生まれ変わるとしたらなりたいものは魚。
好きな食べものはレモン、モンブラン、アップルマンゴー、トマト、肉吸い、たこ焼き、うすいえんどうの豆ご飯、ミルクせんべい、たまごせんべい。
好きな鍋は牛すじとこんにゃくを煮込んだもの（参考：すじこん）。
自他共に認める完璧主義者であり、努力家。
さくら学院のメンバーとして活動する際は、眼鏡を着用している。同グループのイベントなどでMCを務める森ハヤシに「2次元から出てきたよう」と言われた。
尊敬する人物はさくら学院の元メンバーであり、所属事務所の先輩である松井愛莉。
さくら学院内派生ユニットである購買部では、同ユニットのメンバーである有友緒心と共に関西弁でグッズ紹介を行った。
座右の銘は「雲外蒼天」。
好きな音楽アーティストはMAMAMOOや東方神起。

## 出演

### テレビドラマ
- 推しが武道館いってくれたら死ぬ（2022年10月9日 - 12月26日、朝日放送テレビ） - 水守ゆめ莉 役[30]

### 映画
- 私の卒業プロジェクト第4期作品「18歳、つむぎます」（2023年3月24日公開）[27]
- 劇場版 推しが武道館いってくれたら死ぬ（2023年5月12日公開、ポニーキャニオン） - 水守ゆめ莉 役[31][30]

### 雑誌
- ヒステリック・ミニ（2010年 - 2013年、宝島社）
- ちゃお（小学館）
- OVERTURE 012（2017年、徳間書店）
- The New Era(r) Book / Fall & Winter 2018（2018年、シンコーミュージック・エンタテイメント）

### CM・広告
- レピピアルマリオ（2018年 - ） - WEBモデル
- 一般社団法人放送サービス高度化推進協会「青春はいつだって、高画質 衛星放送。」 - YouTube（2022年）

### イベント
- ジャック・オー・ランド（2017年10月21日・22日、横浜アリーナ）